# جاسمین غمگین
جاسمین غمگین (به انگلیسی: Blue Jasmine) فیلم آمریکایی درام به نویسندگی و کارگردانی وودی آلن است که ۲۶ ژوئیه ۲۰۱۳ در نیویورک و لس آنجلس اکران شد. جاسمین غمگین ستایش منتقدان را برانگیخت. آن‌ها عملکرد کیت بلانشت را در این فیلم ستودند. منتقدان این فیلم را با نمایشنامهٔ اتوبوسی به نام هوس از تنسی ویلیامز مقایسه می‌کنند. این فیلم چندین جایزه معتبر از جمله جایزه اسکار نقش اول زن برای کیت بلانشت را بدست آورد. همچنین سالی هاوکینز برای بازی در این فیلم نامزد اسکار بازیگر مکمل زن شد.

## داستان فیلم
بعد از اینکه جاسمین (کیت بلانشت) که یک شخص زیبای طراز اول نیویورکی است، همه چیز زندگی از جمله ازدواجش با تاجر ثروتمند یعنی هال (الک بالدوین) را از دست می‌دهد به آپارتمان سادهٔ خواهرش در سانفرانسیسکو می‌رود تا بتواند دوباره زندگی تازه‌ای را از سر گیرد.

## بازیگران
- کیت بلانشت در نقش جاسمین فرانسیس
- الک بالدوین در نقش هال فرانسیس (شوهر قبلی جاسمین)
- سالی هاوکینز در نقش جینجر (خواهر جاسمین)
- لوئی سی. کی. در نقش ال (معشوقه جینجر)
- پیتر سارسگارد
- اندرو دایس کلی

## تولید فیلم
فیلم در سال ۲۰۱۲ در نیویورک و سانفرانسیسکو تصویربرداری شد. لِتی آرونسون، استفن تِنِنبوم و ادوارد والسون تهیه‌کنندگان این فیلم هستند. سونی پیکچرز کلاسیکس در ششمین همکاری‌اش با آلن، توزیع این فیلم را بر عهده داشت.

## نظر منتقدان
نقدهای اولیه نشاندهنده این است که فیلم جایگاه بسیار بالایی را در میان فیلم‌های اخیر آلن کسب کرده‌است. دیوید دِنبی از نیویورکر نوشت: «با درنظر گرفتن همه چیز، این فیلم قویترین و پر سر و صداترین فیلم آلن طی سالیان اخیر است». فیلم هم‌اکنون امتیاز بالای %۹۰ را در سایت نظرخواهی فیلم راتن تومیتوس دارد.
در متاکریتیک هم امتیاز فیلم براساس ۲۸ نقد صورت گرفته، ۷۸ از ۱۰۰ است.
یاسمن آبی در اکران محدود خود که طبق مدل اکران نیمه شب در پاریس انجام شد، حدود ۶۱۲٬۷۶۷ دلار در روزهای آغازین فروخت که در شش سینمای لس آنجلس و نیویورک سیتی پخش شد. این پرفروش‌ترین اکران فیلم‌های آلن «در روزهای اولیه و با توجه به تعداد سینمای پخش کننده فیلم» است و همچنین «پرفروش‌ترین فیلم سال براساس تعداد سینمای پخش کننده» است که پیش از این، فیلم تعطیلات بهاری با «سه سینما» این رکورد را در اختیار داشت.